# Chiesa dei Santi Nazaro e Celso (Bellano)
La chiesa dei Santi Nazaro e Celso è un luogo di culto cattolico di Bellano, in provincia di Lecco; è sede dell'omonima parrocchia.
La parrocchia è parte del decanato Alto Lario dell'arcidiocesi di Milano. Il campanile ospita 6 campane in si2.

## Storia
Come confermato da alcune indagini effettuate con un georadar, la chiesa ha origini paleocristiane.
In principio dedicata ai santi Nazario e Celso, la chiesa è citata nel Liber Notitiae Sanctorum Mediolani (fine del XIII secolo) come chiesa di San Giorgio con San Nicolò («Bellano ecclesia sancti georgi cum sancto nazario»).
La chiesa fu gravemente danneggiata da un'alluvione causata dal Pioverna il 9 settembre 1341, in seguito alla quale la struttura dovette essere ricostruita in posizione sopraelevata rispetto al precedente edificio. 
Stando a quanto riportato da Paolo Giovio e Sigismondo Boldoni, i lavori per la costruzione della chiesa sarebbero stati finanziati anche da Azzone Visconti e Giovanni Visconti. Inoltre, è probabile che anche i Della Torre abbiano sostenuto economicamente l'erezione della stessa chiesa.
Ad ogni modo, secondo quanto riportato da Cesare Cantù, la ricostruzione venne affidata dagli abitanti di Bellano ai magistri comacini Giovanni da Campione (figlio di Ugo da Campione), Antonio di Val d'Intelvi e Comolo da Osteno.
Nel 1355, l'arcivescovo Roberto Visconti incaricò un vescovo eremitiano di propria fiducia di consacrare la chiesa appena ricostruita.
Nel 1368 si separò la parrocchia di San Lorenzo di Vendrogno.
Al 1530 risale il completamento degli affreschi che decorano le volte della chiesa. Allo stesso secolo risalgono le vetrate del rosone, il polittico dell'altare di San Giovanni Battista e una croce astile.
Nel 1710 si separò la parrocchia di San Gregorio di Noceno (oggi Vendrogno).
Nel 1930 la chiesa dei Santi Nazario e Celso fu restaurata; il 27 luglio dello stesso anno fu riconsacrata dal cardinale Schuster.

## Descrizione

### Esterni
La chiesa si presenta con un facciata a salienti gotica, in pietra bianca e nera, contornata da archetti pensili. Al centro della facciata spicca un ampio rosone, al di sotto del quale si trova un'edicola trecentesca contenente una statua marmorea di Sant'Ambrogio, raffigurato in posizione benedicente davanti a un telo sorretto da due angeli.
La lunetta sopra al portale ospitava un affresco del 1494, raffigurante una Madonna col Bambino tra i Santi Nazaro e Celso. Nel 1961, l'opera venne staccata, restaurata e e spostata all'interno della chiesa.
Sulla facciata campeggiano inoltre gli stemmi delle famiglie Visconti e Della Torre; le due effigie sono una ricostruzione primo-ottocentesca di due precedenti stemmi, già presenti sulla facciata durante il XVIII secolo, ma distrutti da un gruppo di repubblicani nel 1796.

### Interni
La navata maggiore si presenta con quattro campate, caratterizzate dalla presenza di volte sormontate da scolpiture tardoquattrocentesche che raffigurano i tre santi storicamente titolari dell'edificio (Nazaro, Celso e Giorgio) e il patrono dell'arcidiocesi di Milano (Ambrogio). Raffigurazioni di quest'ultimo santo si ritrovano anche nel ciclo di statue che orna la pala dedicata alla Madonna del Rosario (XVI-XVII secolo) e nei dipinti del polittico della cappella di San Giovanni Battista.
All'interno della chiesa si trova una Natività dipinta su una tavola, risalente al XIV secolo e proveniente dalla chiesa bellanese di Sant'Andrea (sita nella frazione Bonzeno).

#### Cappella di San Giovanni Battista
L'abside meridionale ospita la cappella di San Giovanni Battista, dove trova posto un altare del 1930 in marmo di Varenna, costruito in sostituzione di un precedente altare che era stato consacrato nel 1355. 
La ancona d'altare è un polittico in legno della prima metà del XVI secolo, opera attribuita a Sigismondo De Magistris o alla sua scuola.
Nella parte più alta, il polittico riporta raffigurazioni trionfali della risurrezione di Gesù. Nella parte centrale trovano invece posto le rappresentazioni di tre momenti salienti della vita del Battista: la predicazione, il battesimo di Gesù e la morte per decapitazione. Tre episodi della vita del santo titolare della cappella sono raffigurati anche nella predella, inseriti tra quattro dipinti relativi ai primi quattro dottori della Chiesa: San Gregorio Magno, Sant'Ambrogio, San Girolamo e Sant'Agostino.

#### Cappella della Madonna del Rosario
Costruita nei primi anni del XVII secolo in sostituzione di una precedente cappella dedicata all'Assunta, la cappella ospita una pala d'altare in legno databile alla fine del secolo precedente. Al centro della pala si apre una grande nicchia, dentro cui si trova la statua di una Madonna col Bambino che tiene in mano un globo crucigero. La presenza di questa statua all'interno della chiesa è attestata già nel 1611. Ai lati della statua, quattro nicchie più piccole ospitavano altrettante statue raffiguranti i santi titolari della chiesa (in piedi) e i santi Ambrogio e Giorgio (a cavallo); nel corso del XX secolo, queste statuette furono rubate e sostituite con moderne copie.

## Chiese sussidiarie
- Chiesa di Santa Marta
- Chiesa di San Bernardino
- Chiesa di Sant'Andrea
- Chiesa di San Francesco di Paola
- Chiesa di San Domenico
- Chiesa di San Rocco
- Chiesa dell'Addolorata
- Chiesa del Santissimo Crocifisso
- Chiesa della Madonna delle Lacrime
- Chiesa di San Gottardo
- Chiesa di San Carlo